# Indotritia tricarinata
Indotritia tricarinata är en kvalsterart som beskrevs av Wojciech Niedbała 2006. Indotritia tricarinata ingår i släktet Indotritia och familjen Oribotritiidae. Inga underarter finns listade i Catalogue of Life.